# Elesde
Elesde is een Duitse electroband uit het harde EBM-genre.
De groep noemt zich „het vrouwelijke antwoord op Rammstein“. Er is weinig bekend over wie de drie leden eigenlijk zijn, daar de groep slechts één interview gegeven heeft, en daarenboven slechts één cd heeft uitgebracht. Wel verschijnen nummers van Elesde op diverse electro- en gothic-verzamelaars. Als auteurs van de songs worden A. Kretschmann (alias Axel K.), T. (Timo) Donati en S. Donati vermeld. Hierbij is Axel K. de componist, terwijl 'Elesde' (vermoedelijk S. Donati) de teksten schrijft en zingt. Van Axel K. is bekend dat hij bij Silke Bischoff actief is geweest. De cd Tanz mit mir werd in 1998 opgenomen in de Kinderzimmer Studio & Joker Studio, tegenwoordig Timezone Studio, gelegen in Osnabrück. Verspreid werd hij door Spv.
Stilistisch is Elesde agressief en onomwonden, met veel elektronische vervormingen. De bekendste nummers van de band zijn 'Darkness Party', dat de draak steekt met clichébeelden over de gothicscene, en 'Im klinischen Sinne'. Het nummer 'H.I.V.' droeg Elesde naar eigen zeggen „aan mijn lievelingsnicht“ op. In elk nummer komt de naam Elesde voor.

## Discografie
- 1998 Tanz mit mir